# Ceraclea flava
Ceraclea flava är en nattsländeart som först beskrevs av Banks 1904.  Ceraclea flava ingår i släktet Ceraclea och familjen långhornssländor. Inga underarter finns listade i Catalogue of Life.